# 奥格斯堡议会

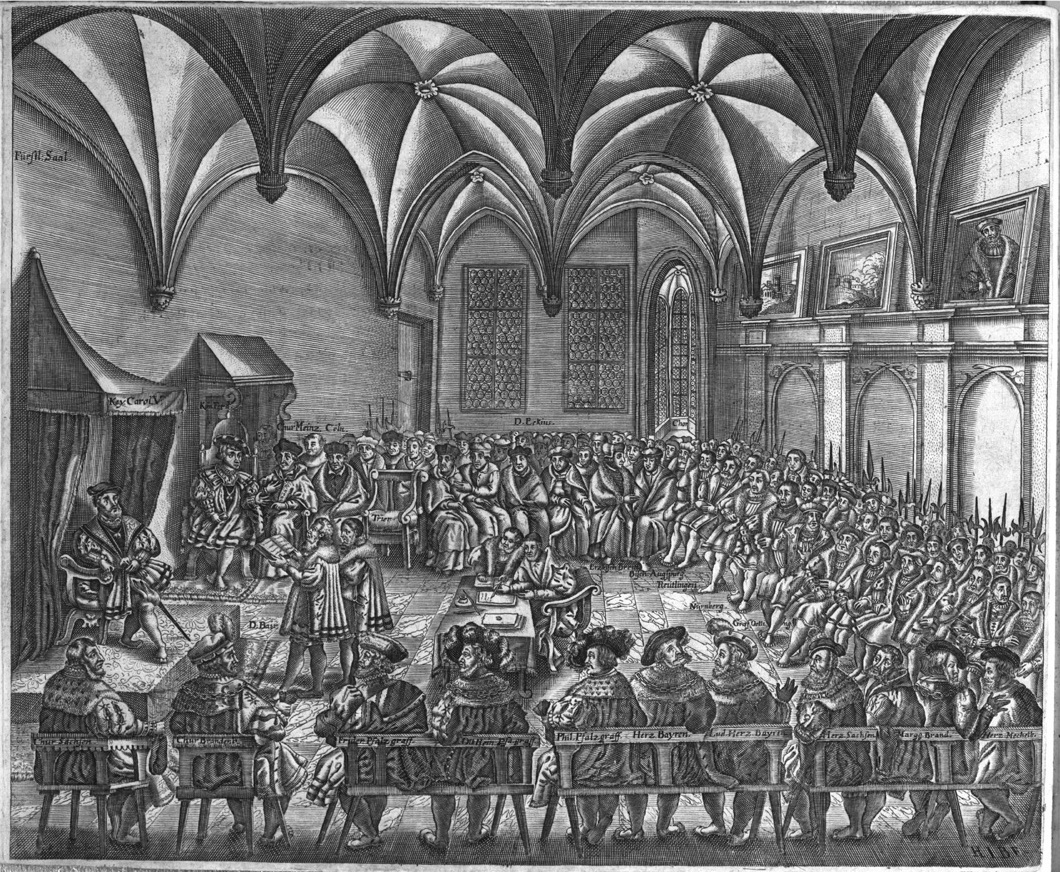
薩克森选帝候克里斯蒂安·拜爾在查理五世皇帝面前自白，奧格斯堡會議，1530年

奥格斯堡帝國议会（德語：Reichstag zu Augsburg）是神圣罗马帝国在德国東南部奥格斯堡举行的議會。自10世纪以来，该镇既是帝國城市，也是奥格斯堡采邑主教的駐地，曾多次举办此类会议。1282年，奥格斯堡议会将奥地利的控制权分配给哈布斯堡王朝。16世纪，在奥格斯堡举行了35次帝國會議中的12次，这是由于奥格斯堡银行家族（如富格爾家族）与在位的哈布斯堡王朝的皇帝，特别是马克西米利安一世和他的孙子查理五世之间密切的财务关系的结果。最著名的幾次奥格斯堡议会舉行於德國宗教改革時期，1518年、1530年、1547/48年和1555年舉行了多次會議，著力解決在宗教改革期间以及随之而来的天主教皇帝派与新教施马尔卡尔登联盟之间的宗教战争，尤其值得注意。在1555年的奧格斯堡會議後，皇帝定立了《奥格斯堡和约》，規定了教隨君定（拉丁語：cuius regio, eius religio）的原则，让每个親王决定他的臣民的宗教信仰，不服从的居民可以選擇离开。